# Полянка (Ленинградская область)
Поля́нка — деревня в Алёховщинском сельском поселении Лодейнопольского района Ленинградской области.

## История
ПОЛАНКА — деревня принадлежит графине Орловой, число жителей по ревизии: 7 м. п., 7 ж. п. (1838 год)

С 1917 по 1922 год деревня входила в состав Мергинского сельсовета Суббочинской волости Новоладожского уезда.
С 1922 года в составе Лодейнопольского уезда.
С февраля 1927 года в составе Шапшинской волости. С августа 1927 года в составе Оятского района. В 1927 году население деревни составляло 102 человека.
Согласно карте Ленинградской области Северо-западного аэрогеодезического треста ГГУ издания 1932 года деревня насчитывала 11 крестьянских дворов.
По данным 1933 года деревня Полянка входила в состав Мергинского сельсовета Оятского района.
С 1940 года в составе Яровщинского сельсовета.

Деревня Полянка на карте РККА 1940 года

С 1955 года в составе Лодейнопольского района.
В 1958 году население деревни составляло 81 человек.
По данным 1966, 1973 и 1990 годов деревня Полянка также входила в состав Яровщинского сельсовета.
В 1997 году в деревне Полянка Яровщинской волости проживали 6 человек, в 2002 году — 2 человека (все русские).
В 2007 году в деревне Полянка Алёховщинского СП проживал 1 человек, в 2010 году — также 1, в 2014 году — постоянного населения не было.

## География
Деревня расположена в западной части района на левом берегу реки Оять к северу от автодороги 41К-016 (Станция Оять — Плотично).
Расстояние до административного центра поселения — 27 км.
Расстояние до железнодорожной станции Лодейное Поле — 48 км.

## Демография
| 1838 | 1927 | 1958 | 1997 | 2007 | 2010 | 2014 |
| ---- | ---- | ---- | ---- | ---- | ---- | ---- |
| 14   | ↗102 | ↘81  | ↘6   | ↘1   | →1   | ↘0   |
| 2015 | 2016 | 2017 |      |      |      |      |
| ↗1   | →1   | ↗4   |      |      |      |      |

### Национальный состав
Согласно данным Всероссийской переписи населения 2021 года в деревне проживали 3 человека, все русские.

## Инфраструктура
На 1 января 2014 года в деревне было зарегистрировано: частных жилых домов — 12.
На 1 января 2015 года в деревне зарегистрировано: жителей — 1.